# Вілаят Галгайче
Вілаят Галгайче (Інгушетія)  (досл. «Провінція Інгушетія», інг. Вилаят ГӀалгӀайче, трансліт. Vilayat Ghalghayche), раніше відома як Галгай Джамаат, Інгушський джамаат, Джамаат Галгайче та ін. (інг. ГӀалгӀай ДжамаIат, трансліт. Vilayat Ghalghaj Jamaat, рос. Ингушский джамаат, Джамаат Галгайче) — інгуська ісламістська джихадистська бойова організація на території Інгушетії та Чечні на Північному Кавказі, яка у 2007 — 2015 роках діяла як частина Імарату Кавказ. 

## Історія
Після початку Другої російської-чеченської війни багато інгушських бійців не брали участі у війні, оскільки її розглядали як націоналістичний рух. Деякі з них все ще відчували близькість до свого зруйнованого міста Грозного, почали відбудовувати свої військові частини в Інгушетії, залишаючись вірними Аслану Масхадову та Шамілю Басаєву.
У 2000 — 2001 роках джамаат був реформований за територіальною ознакою у власне Інгушетії, з багатьма одиницями, прив'язаними до одного міста або області. Після організаційних змін всі інгушські підрозділи почали працювати в рамках єдиного джамаату-шаріату (не плутати з дагестанським Шаріат-джамаатом).
У 2004 році джамаат було перейменовано в «Спеціальний оперативний загін Шаріат» відповідно до побажань Масхадова; пізніше  на «Інгушський сектор Південно-Західного фронту», і, коли Абдул-Халім Садулаєв створив Кавказький фронт у 2005 році, Садулаєв називав його Інгушським сектором Кавказького фронту. Протягом багатьох змін назви його здебільшого називали просто Інгушським джамаатом.  
Група зіграла ключову роль у рейді в Назрані 2004 року, важливій події, яка допомогла ескалації інгуського повстання з 2002 року в зростаючі заворушення  і врешті-решт у «громадянську війну», в якій понад 800 людей загинуло в невеликій республіці з населенням менше ніж 500 000 до листопада 2008 року. 
Також організація брала участь у рейді на Нальчик у 2005 році, організованому місцевим Кабардино-Балкарським угрупованням джамаат «Ярмук». 
Після смерті засновника організації Ільяса Горчханова в Нальчику лідером став Ахмед Євлоєв (Алі Тазієв) до його захоплення ФСБ  в червні 2010 року. 
Пізніше в 2010 році Вілаят зайняв більш націоналістичну риторику, пообіцявши «тимчасово» припинити вбивства інгушських поліцейських  і натомість атакувати об’єкти в Північній Осетії та допомогти повернути корінні інгуські землі Пригородного району. 
Група також підтвердила свою лояльність до Умарова після того, як чеченські повстанці відмовилися від його керівництва в 2010 році.
Захоплення або вбивство багатьох вілаятських командирів, починаючи з 2010 року, збіглося зі спадом боротьби повстанців в Інгушетії, причому кількість нападів суттєво впала протягом наступних 5 років. 
У липні 2015 року було оприлюднено відео, на якому видно, як лідер Інгушського вілаяту Беслан Махаурі разом зі своїм чеченським колегою Асланом Бютукаєвим присягнули на вірність лідеру «Ісламської держави» Абу Бакру аль-Багдаді.